# Randy Hanson
Randy Hanson (Sacramento, 17 gennaio 1968) è un ex giocatore di football americano e allenatore di football americano statunitense.
Nella NFL ha iniziato nel 2003 con i Minnesota Vikings come assistente dell'attacco e assistente coach dei quarterbacks, poi nel 2006 è passato ai St. Louis Rams come assistente dell'attacco per poi passare nel 2007 con i Raiders ma con la mansione di assistente della difesa.
Il 5 agosto viene ricoverato in ospedale per una frattura alla mandibola. Con il passare dei giorni viene aperta un'inchiesta che vede in causa Hanson e l'head coach Tom Cable. A quanto pare sembrerebbe che da un diverbio Cable ha colpito con un pugno Hanson. Dopo vari accertamenti della polizia locale l'NFL non ha preso nessun provvedimento nei confronti di Cable. In merito a questi fatti si è tolto dal ruolo che aveva in carico ed ha preso il ruolo di scout.